# حشره‌خوار کوه کارمن
 حشره‌خوار کوه کارمن (نام علمی: Sorex milleri) نام یک گونه از سرده حشره‌خوارهای دم‌دراز است.